# 中嶋聡
中嶋 聡（なかじま さとし、1969年3月27日 - ）は、秋田県北秋田郡鷹巣町（現：北秋田市）出身の元プロ野球選手（捕手、右投右打）、プロ野球監督。オリックス・バファローズの第29代監督を務めていた。
1987年に阪急ブレーブスへ入団してから、西武ライオンズ・横浜ベイスターズ・北海道日本ハムファイターズでプレー。日本ハム時代の2007年から2015年まではバッテリーコーチを兼務していた。
2015年に現役選手としての一軍実働年数が29年に到達し、工藤公康と並ぶNPB最長記録を達成。
愛称は「サメ」。妻はモデルの中嶋愛。漫画家の制野秀一は義父にあたる。

## 経歴

### プロ入り前
鷹巣中学校卒業後に進学した秋田県立鷹巣農林高校では、1985年秋季東北大会県予選準々決勝に進むが秋田高に敗退。翌1986年夏の甲子園県予選も準々決勝で横手高に敗れる。同年のNPBドラフト会議で阪急ブレーブスから3位指名を受け、入団。

### 阪急・オリックス時代
1988年10月23日、ダブルヘッダーで開催された阪急としての西宮球場最終戦（対ロッテ26回戦）にて、ダメ押しとなる3点本塁打を放ち、同郷である山田久志の引退試合に花を添えた。
1989年、球団名がオリックス・ブレーブスに変わってからは、正捕手だった藤田浩雅の不調により正捕手の座を掴む。球界随一の強肩もさることながら、打撃センスに優れ、俊足で盗塁も果敢に挑戦し走攻守すべての面を持ち合わせていたため、一時は「メジャーリーグに一番近い捕手」とまで言われた。4番打者を務めたこともある。
1990年10月6日の対ロッテオリオンズ戦では、満塁からインフィールドフライを故意に落球。打者には落球の有無にかかわらず審判から自動的にアウトを宣告されたため、本塁における三塁走者のフォースアウトで併殺を狙ったが、インフィールドフライの扱いに対する解釈の誤りからロッテに得点を許してしまった。門田博光に大きく振り抜くコツを伝授され同年2桁となる12本塁打という急成長を遂げた。
1991年以降も正捕手の座を維持していたが、1990年代の中盤以降は打撃が徐々に低迷。仰木彬が監督を務めていた時期には、藤田とのトレードで読売ジャイアンツ（巨人）から加入した高田誠や、若手の三輪隆と併用されていた。
1995年には佐藤義則のノーヒットノーラン（当時のNPB公式戦史上最年長記録）や11年ぶりのパシフィック・リーグ優勝に貢献。
1996年には、仰木の下でリーグ連覇と19年ぶりの日本シリーズ制覇も経験している。

### 西武時代
1997年シーズンオフにフリーエージェント宣言し、メジャーリーグ挑戦を表明。複数の球団と接触し、アナハイム・エンゼルスの入団テストを受けた。一時は入団が決まりかけたが、エンゼルス側が提示した条件が、3番手捕手としてのマイナー契約であったため、メジャーリーグ移籍を断念。国内球団の移籍に的を絞り、西武ライオンズと日本ハムファイターズが中嶋の獲得に乗り出したが、最終的に西武へ移籍。
1998年、日本シリーズでは不調のベテラン伊東勤に代わり一時的な活躍こそしたが、長年西武一筋で信頼感のある伊東から正捕手の座を奪うことはできなかった。
1999年は松坂大輔専用の捕手として起用されることで出場機会を得たが、2001年以降は松坂登板時も伊東がマスクを被る機会が増え、さらに打撃の低迷に加えて西武が若手捕手育成の方針を取ったため次第に出場機会が減っていった。
2000年、和田一浩と背番号を交換した（中嶋:5→22、和田:22→5）が、中嶋によると「22の方が捕手のイメージが強い」という理由により、当時は捕手登録ながら、既に外野手としての出場が多かった和田に持ちかけたものだという。また、同年5月20日に長野オリンピックスタジアムで初めて行われた古巣オリックス戦で、2回裏にテリー・ブロウズから同スタジアムの公式戦第1号本塁打を左翼スタンドに放っている。
2002年、大半を二軍で過ごし、オフに富岡久貴と共に石井義人と細見和史との2対2の交換トレードで横浜ベイスターズへ移籍。

### 横浜時代
2003年、前年に正捕手だった谷繁元信がFAで中日へ移籍しており、若手の相川亮二、前年に谷繁と入れ替わりで中日から移籍した中村武志の正捕手争いに自身が参戦する形でハイレベルなポジション争いが期待され、開幕戦では先発マスクを被ったが、故障や打撃不振などで結果を残せず、オフに中村の復調や相川の台頭で構想外となり、金銭トレードで北海道日本ハムファイターズへ移籍。1997年のFA時から6年越しの日本ハム入団となった。

### 日本ハム時代

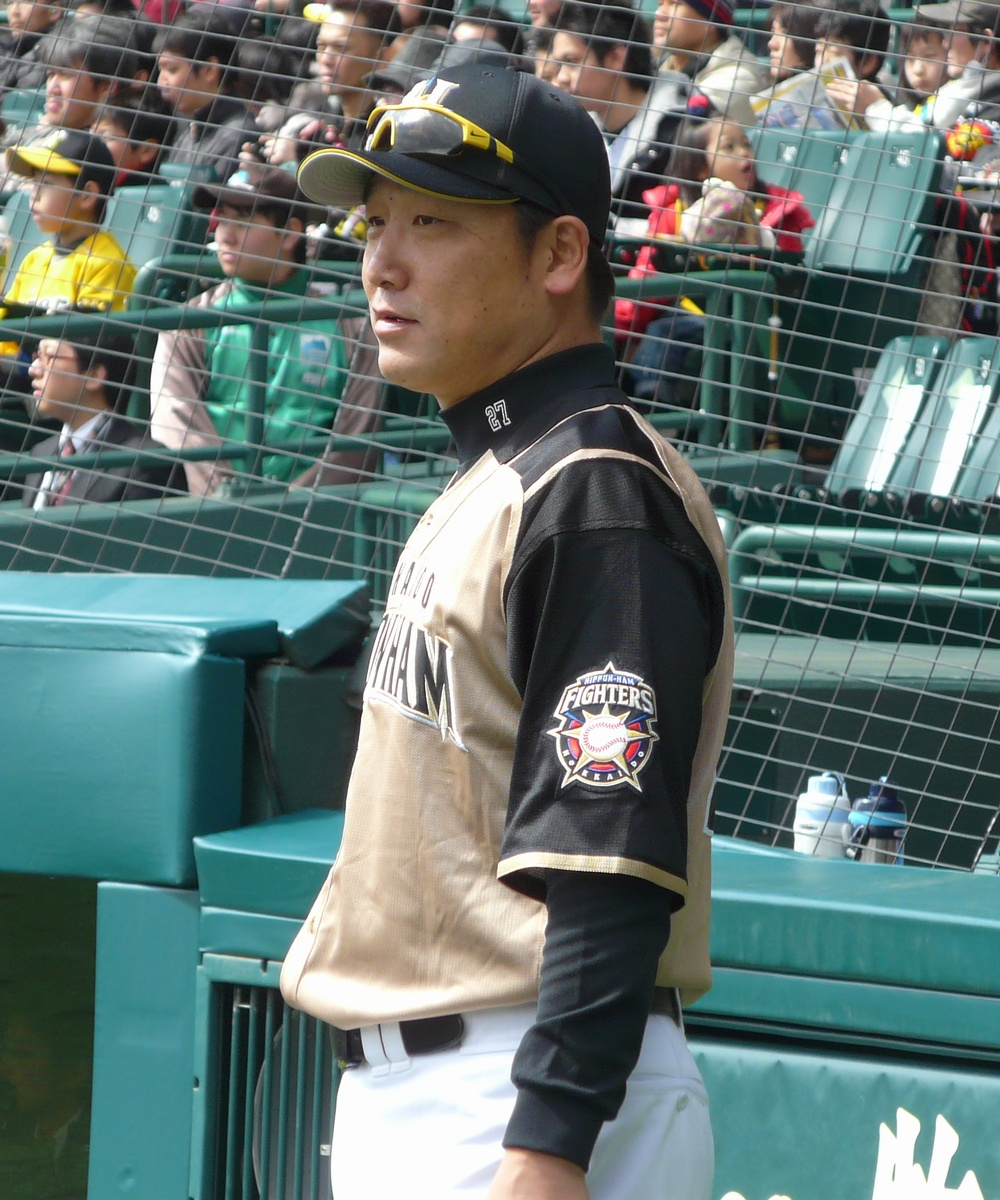
北海道日本ハムファイターズ選手兼バッテリーコーチ時代（2012年）

2004年は、9月に横浜球団のキャンペーンガールをしていたモデルの制野愛（現在は中嶋愛）と結婚。
2005年は、当初3番手捕手のはずだったが、正捕手髙橋信二の度重なる故障と實松一成の不調もあり、捕手でチーム最多の出場機会を得た。
2006年は、先発出場はわずか2試合と激減したが、守護神マイケル中村との相性の良さから、試合後半を任される「抑え捕手」の地位を獲得。以後、マイケルが巨人へ移籍する2008年シーズン終了までマイケルの専属捕手のような状態だった。結局、2006年は捕手としてはチーム最多の79試合に出場し、チームのリーグ優勝と日本シリーズ優勝に貢献した。また、6月19日の対阪神タイガース戦の試合前に行われたスピードガンコンテストで球速146km/hを記録し、中嶋より遥かに若い阪神・日本ハムの選手達を抑え優勝。強肩健在ぶりを大いにアピールした。
2007年は、選手と一軍バッテリーコーチを兼任。以後は選手としての一軍登録抹消時はコーチ専任で一軍に帯同した。開幕直後に一軍登録を抹消されるも、調子の上がらないマイケルをサポートするため再度一軍へ昇格し、そのまま最後まで一軍で抑え捕手として活躍。この年唯一放った安打は、9月15日の対ソフトバンク戦で放ったダメ押しの3ランだった。
2008年は、シーズン後半からではあるが、再度一軍へ昇格、抑え捕手を務めた。また、不調に陥った多田野数人をサポートするために1試合のみではあるが、2年ぶりに先発出場を果たした。
2009年は、大野奨太の入団とマイケルの巨人への移籍があって、捕手は鶴岡慎也と大野の併用が多くなったために出場機会がなかった。7月18日に一度登録されるも、試合の雨天中止により、出場しないまま登録抹消された。しかし、大野がインフルエンザに感染したため8月16日に急遽一軍登録され、その日の対埼玉西武ライオンズ戦（札幌ドーム）の9回からマスクを被りシーズン初出場を果たした。また、8月21日の対ソフトバンク戦ではダルビッシュ有の先発捕手として出場し、自身も1安打を放った。さらに同年の日本シリーズでもマスクを被った。
2010年は、4月2日に一軍登録され、対西武戦（札幌ドーム）に7回途中から出場し、実働年数が24年となった。これは歴代3位タイで、捕手では野村克也の26年に次ぎ、単独2位の年数である。4月23日の対東北楽天ゴールデンイーグルス戦ではバディ・カーライルの先発捕手として出場した。
2011年は、鶴岡が開幕直前に離脱したこともあり、2007年以来4年ぶりに開幕戦から選手として一軍登録される。4月13日の西武2回戦（札幌ドーム）に9回表から出場、実働年数が25年となった。
2012年は、5月9日に一軍登録され、5月12日の西武7回戦（函館オーシャンスタジアム）で9回表に守備で出場し、実働年数が26年となり、野村、山本昌（中日）と並び、歴代2位（野手では1位）の記録となった。
2013年は、9月28日の対オリックス戦（京セラドーム）で、この年初めて一軍公式戦に出場。野手としてのNPB一軍実働年数最多記録（27年）を達成した。
2014年は、6月27日の対楽天戦（札幌ドーム）8回表から捕手として出場。この年唯一の一軍公式戦出場であったが、野手としてのNPB一軍実働年数記録を28年に更新するとともにパシフィック・リーグ公式戦での実働年数記録（27年）を達成した。
2015年は、4月15日の対ロッテ戦（札幌ドーム）9回表に、捕手としてこの年初めて一軍公式戦に出場。工藤公康の持つ（投手を含めての）NPB一軍実働年数記録（29年）に並んだ。その後は事実上バッテリーコーチに専念していたが、10月1日に現役を引退した。日本ハム球団では対ロッテ23回戦（札幌ドーム）を中嶋の引退試合として開催した。その一方で、オフには自身の意向でバッテリーコーチも退任した。11月2日に引退会見を実施。11月27日付で、日本野球機構（NPB）から任意引退選手として公示された。

### 現役引退後
2016年、日本ハムのチーム統括本部としてゼネラルマネジャー特別補佐に就任し、日本ハムの業務提携球団に当たるMLBのサンディエゴ・パドレスに派遣。アメリカ滞在中には、コーチとしてマイナーリーグの傘下球団を巡回する一方で、外国人選手のスカウティングにも携わっていた。
2018年、日本ハムの一軍バッテリー兼作戦コーチとして3年ぶりに現場へ復帰したが、シーズン終了後の10月19日に退団。
2019年、オリックス・バファローズの二軍監督に就任。ブルーウェーブの捕手時代にバッテリーを組んでいた小林宏二軍投手コーチと共に、榊原翼やK-鈴木などの投手を一軍に定着させた。

### オリックス監督時代
2020年、二軍監督を務めていたが、一軍監督の西村徳文が8月20日の対西武戦（京セラドーム大阪）終了後に辞任したことを受けて、翌21日から一軍監督代行に就任。この異動に伴って、二軍投手コーチの小林が二軍監督代行を務めている。シーズン終了後の11月12日、一軍監督に就任。
2021年、二軍にいた杉本裕太郎の長打力を買って4番に抜擢し、宗佑磨の守備センスを見抜いて外野から三塁にコンバート、小田裕也には小技を徹底的に磨かせるなど、個々の長所を組み合わせる戦法を貫いた。正式な監督就任初年度となる2021年にオリックスの25年ぶりのリーグ優勝を果たす。阪急・オリックスの球団史上、チームで選手としてプレー経験のある監督がリーグ優勝を達成するのは中嶋が初となる。千葉ロッテマリーンズとのクライマックスシリーズは3勝1分でCS突破し、日本シリーズ進出を決めた。日本シリーズは東京ヤクルトスワローズに2勝4敗で敗れ、日本一を逃した。
2022年、オリックスをパ・リーグ連覇、2年連続の日本シリーズ進出に導き、同シリーズでヤクルトを4勝2敗1分けで下し、日本一を達成。同年オフに正力松太郎賞を受賞した。
2023年、オリックスをパ・リーグ3連覇に導くが、日本シリーズで阪神と対戦し、3勝4敗で惜しくも連覇を逃す。
2024年シーズンは最終的に5位に終わり、10月6日のシーズン最終戦となった楽天戦後に同年限りで監督を退任することを発表した。

### オリックス監督退任後
2025年、オリックス・バファローズのスペシャルアドバイザーに就任。同時にJ SPORTSのメジャーリーグ中継とNHKの（ゲスト、NPB・MLB）野球解説者としても活動する。

## 人物
アマチュア球界でも中嶋の強肩は知れ渡っていた。
最初に入団した阪急で、山田久志、佐藤義則、今井雄太郎といったベテラン投手陣の薫陶を受けた。
星野伸之は120km/h台の速球と80km/h台のスローカーブを武器にする投手で、1990年9月20日の対日本ハム戦（東京ドーム）で星野が田中幸雄に投じたすっぽ抜けたカーブを中嶋が右手で直接捕球し、星野を超える球速で返球したことで失笑が起こった。ベンチに帰り星野は「素手で取るなよ。ミットが動いてなかったぞ」と機嫌を悪くしていたが、中嶋は「ミットが届かなかったんです」と誤魔化し事態は収まった。
- 星野は後に著書『真っ向勝負のスローカーブ』でこのときの“素手でキャッチ事件”を振り返り、“今となってはいい思い出である”と述べているほか、“中嶋はいい捕手だった”とも述べている。
- この「素手キャッチ」は星野が投球練習をする時にもしばしば見られたことである。当時は「星野が中嶋に投げる球より、中嶋が星野に返す球の方が速い」とまで言われていた。
- オリックス時代にはプロ野球選手を最初にアイドル的に扱った雑誌・プロ野球aiに特集記事が度々掲載されるほどであった。

普段は近視のためコンタクトレンズを着用しているが、2005年シーズンの一時期だけ眼鏡を掛けてプレーしていた。
2018年限りで北海道日本ハムファイターズを退団したが、その発表の日付が10月19日であった。日本ハム球団によれば「阪急ブレーブスがオリックスに身売りすることが発表された1988年10月19日から30年を迎え、最後の阪急戦士だった中嶋が阪急を引き継ぐオリックスへの復帰を手助けするためにこの日に発表した」とのことである。
2007年の一軍バッテリーコーチ就任以降選手登録はされていたものの、ほとんどコーチ専任であった。というのも、一軍の本拠地（札幌）と二軍の本拠地（鎌ケ谷）が地理的にかけ離れており、たとえ一軍捕手にアクシデントがあっても二軍から捕手を緊急で一軍昇格させることが難しい状況であった。そこで、一軍に常時帯同している中嶋は緊急昇格に対応できる「保険」の役割を担っていた。
上記の理由とともに、中嶋の守備力がレギュラー捕手陣と謙遜なく、特にコントロールの良さは市川友也、近藤よりも優れてたからである。
ただし、本人は体力的には既に限界であったが中々引退を認めて貰えず、2015年に翌2016年に北海道新幹線が道南まで開通することが決まり一軍・二軍間の交通面が改善されたことや、捕手登録されていた近藤健介が外野手へコンバートされたことで近藤の緊急時の捕手起用が可能となったことにより、現役生活から解放されることとなった。

## 詳細情報

### 年度別打撃成績
| 年 度      | 球 団           | 試 合 | 打 席 | 打 数 | 得 点 | 安 打 | 二 塁 打 | 三 塁 打 | 本 塁 打 | 塁 打 | 打 点 | 盗 塁 | 盗 塁 死 | 犠 打 | 犠 飛 | 四 球 | 敬 遠 | 死 球 | 三 振 | 併 殺 打 | 打 率 | 出 塁 率 | 長 打 率 | O P S |
| ---------- | --------------- | ----- | ----- | ----- | ----- | ----- | -------- | -------- | -------- | ----- | ----- | ----- | -------- | ----- | ----- | ----- | ----- | ----- | ----- | -------- | ----- | -------- | -------- | ----- |
| 1987       | 阪急 オリックス | 2     | 2     | 2     | 0     | 0     | 0        | 0        | 0        | 0     | 0     | 0     | 0        | 0     | 0     | 0     | 0     | 0     | 2     | 0        | .000  | .000     | .000     | .000  |
| 1988       | 阪急 オリックス | 74    | 145   | 135   | 7     | 24    | 8        | 1        | 2        | 40    | 14    | 1     | 1        | 3     | 2     | 3     | 0     | 2     | 34    | 1        | .178  | .204     | .296     | .501  |
| 1989       | 阪急 オリックス | 121   | 373   | 320   | 31    | 75    | 9        | 2        | 5        | 103   | 26    | 2     | 2        | 15    | 1     | 35    | 0     | 2     | 67    | 6        | .234  | .313     | .322     | .635  |
| 1990       | 阪急 オリックス | 95    | 318   | 286   | 46    | 81    | 9        | 4        | 12       | 134   | 39    | 8     | 2        | 8     | 2     | 19    | 0     | 3     | 62    | 4        | .283  | .332     | .469     | .801  |
| 1991       | 阪急 オリックス | 129   | 471   | 430   | 49    | 109   | 22       | 3        | 12       | 173   | 48    | 4     | 5        | 7     | 1     | 30    | 0     | 3     | 85    | 3        | .253  | .306     | .402     | .708  |
| 1992       | 阪急 オリックス | 115   | 408   | 342   | 44    | 85    | 13       | 0        | 6        | 116   | 33    | 5     | 4        | 16    | 5     | 37    | 2     | 8     | 68    | 15       | .249  | .332     | .339     | .671  |
| 1993       | 阪急 オリックス | 55    | 174   | 148   | 7     | 22    | 3        | 0        | 0        | 25    | 4     | 1     | 1        | 8     | 0     | 16    | 0     | 2     | 41    | 5        | .149  | .241     | .169     | .410  |
| 1994       | 阪急 オリックス | 37    | 107   | 94    | 11    | 30    | 6        | 0        | 4        | 48    | 19    | 0     | 0        | 2     | 2     | 9     | 0     | 0     | 23    | 2        | .319  | .371     | .511     | .882  |
| 1995       | 阪急 オリックス | 101   | 345   | 303   | 33    | 81    | 13       | 1        | 3        | 105   | 33    | 0     | 1        | 7     | 2     | 33    | 1     | 0     | 61    | 8        | .267  | .337     | .347     | .684  |
| 1996       | 阪急 オリックス | 98    | 292   | 257   | 17    | 57    | 6        | 1        | 1        | 68    | 24    | 1     | 0        | 12    | 3     | 18    | 0     | 2     | 59    | 4        | .222  | .275     | .265     | .540  |
| 1997       | 阪急 オリックス | 73    | 195   | 169   | 15    | 37    | 6        | 0        | 2        | 49    | 14    | 2     | 2        | 9     | 0     | 14    | 0     | 3     | 44    | 4        | .219  | .290     | .290     | .580  |
| 1998       | 西武            | 60    | 124   | 106   | 8     | 25    | 4        | 1        | 2        | 37    | 7     | 0     | 3        | 6     | 0     | 7     | 0     | 5     | 24    | 4        | .236  | .314     | .349     | .663  |
| 1999       | 西武            | 72    | 193   | 155   | 10    | 30    | 4        | 0        | 0        | 34    | 16    | 2     | 1        | 12    | 5     | 20    | 0     | 1     | 31    | 8        | .194  | .282     | .219     | .501  |
| 2000       | 西武            | 78    | 217   | 182   | 19    | 43    | 6        | 0        | 2        | 55    | 26    | 0     | 0        | 13    | 3     | 17    | 0     | 2     | 33    | 7        | .236  | .304     | .302     | .606  |
| 2001       | 西武            | 65    | 154   | 123   | 7     | 25    | 6        | 0        | 1        | 34    | 14    | 0     | 1        | 15    | 2     | 14    | 1     | 0     | 34    | 4        | .203  | .281     | .276     | .557  |
| 2002       | 西武            | 49    | 85    | 74    | 7     | 12    | 1        | 0        | 1        | 16    | 2     | 1     | 0        | 3     | 0     | 7     | 0     | 1     | 22    | 2        | .162  | .244     | .216     | .460  |
| 2003       | 横浜            | 19    | 60    | 56    | 4     | 12    | 1        | 0        | 0        | 13    | 3     | 0     | 0        | 1     | 0     | 2     | 0     | 1     | 10    | 2        | .214  | .254     | .232     | .486  |
| 2004       | 日本ハム        | 39    | 72    | 66    | 4     | 13    | 3        | 0        | 0        | 16    | 7     | 0     | 0        | 3     | 1     | 2     | 0     | 0     | 17    | 2        | .197  | .217     | .242     | .460  |
| 2005       | 日本ハム        | 79    | 186   | 171   | 8     | 32    | 4        | 0        | 1        | 39    | 11    | 0     | 0        | 7     | 1     | 7     | 0     | 0     | 38    | 4        | .187  | .218     | .228     | .446  |
| 2006       | 日本ハム        | 79    | 30    | 29    | 0     | 6     | 2        | 0        | 0        | 8     | 5     | 0     | 0        | 0     | 0     | 0     | 0     | 1     | 6     | 1        | .207  | .233     | .276     | .509  |
| 2007       | 日本ハム        | 60    | 15    | 15    | 1     | 1     | 0        | 0        | 1        | 4     | 3     | 0     | 0        | 0     | 0     | 0     | 0     | 0     | 5     | 0        | .067  | .067     | .267     | .333  |
| 2008       | 日本ハム        | 22    | 4     | 4     | 1     | 3     | 0        | 0        | 0        | 3     | 1     | 0     | 0        | 0     | 0     | 0     | 0     | 0     | 0     | 0        | .750  | .750     | .750     | 1.500 |
| 2009       | 日本ハム        | 3     | 4     | 3     | 1     | 1     | 0        | 0        | 0        | 1     | 0     | 0     | 1        | 1     | 0     | 0     | 0     | 0     | 1     | 0        | .333  | .333     | .333     | .667  |
| 2010       | 日本ハム        | 7     | 1     | 1     | 0     | 0     | 0        | 0        | 0        | 0     | 0     | 0     | 0        | 0     | 0     | 0     | 0     | 0     | 1     | 0        | .000  | .000     | .000     | .000  |
| 2011       | 日本ハム        | 10    | 0     | 0     | 0     | 0     | 0        | 0        | 0        | 0     | 0     | 0     | 0        | 0     | 0     | 0     | 0     | 0     | 0     | 0        | ----  | ----     | ----     | ----  |
| 2012       | 日本ハム        | 3     | 0     | 0     | 0     | 0     | 0        | 0        | 0        | 0     | 0     | 0     | 0        | 0     | 0     | 0     | 0     | 0     | 0     | 0        | ----  | ----     | ----     | ----  |
| 2013       | 日本ハム        | 2     | 2     | 2     | 0     | 0     | 0        | 0        | 0        | 0     | 0     | 0     | 0        | 0     | 0     | 0     | 0     | 0     | 0     | 0        | .000  | .000     | .000     | .000  |
| 2014       | 日本ハム        | 1     | 0     | 0     | 0     | 0     | 0        | 0        | 0        | 0     | 0     | 0     | 0        | 0     | 0     | 0     | 0     | 0     | 0     | 0        | ----  | ----     | ----     | ----  |
| 2015       | 日本ハム        | 2     | 0     | 0     | 0     | 0     | 0        | 0        | 0        | 0     | 0     | 0     | 0        | 0     | 0     | 0     | 0     | 0     | 0     | 0        | ----  | ----     | ----     | ----  |
| 通算：29年 | 通算：29年      | 1550  | 3977  | 3473  | 330   | 804   | 126      | 13       | 55       | 1121  | 349   | 27    | 24       | 148   | 30    | 290   | 4     | 36    | 768   | 86       | .232  | .295     | .323     | .618  |

- 各年度の太字はリーグ最高、赤太字はNPBにおける歴代最高
- 阪急（阪急ブレーブス）は、1989年にオリックス（オリックス・ブレーブス）に球団名を変更

### 年度別守備成績
| 年 度 | 球 団           | 捕手  | 捕手  | 捕手  | 捕手  | 捕手  | 捕手  | 捕手     | 捕手     | 捕手     | 捕手     | 捕手     |
| 年 度 | 球 団           | 試 合 | 刺 殺 | 捕 殺 | 失 策 | 併 殺 | 捕 逸 | 守 備 率 | 企 図 数 | 許 盗 塁 | 盗 塁 刺 | 阻 止 率 |
| ----- | --------------- | ----- | ----- | ----- | ----- | ----- | ----- | -------- | -------- | -------- | -------- | -------- |
| 1987  | 阪急 オリックス | 2     | 4     | 0     | 0     | 0     | 0     | 1.000    | 0        | 0        | 0        | ----     |
| 1988  | 阪急 オリックス | 74    | 266   | 28    | 4     | 3     | 5     | .987     | 30       | 17       | 13       | .433     |
| 1989  | 阪急 オリックス | 120   | 619   | 58    | 9     | 13    | 6     | .987     | 87       | 62       | 25       | .287     |
| 1990  | 阪急 オリックス | 94    | 527   | 43    | 8     | 6     | 8     | .986     | 59       | 41       | 18       | .305     |
| 1991  | 阪急 オリックス | 128   | 739   | 77    | 10    | 11    | 11    | .988     | 78       | 55       | 23       | .295     |
| 1992  | 阪急 オリックス | 104   | 599   | 49    | 5     | 6     | 4     | .992     | 64       | 41       | 23       | .359     |
| 1993  | 阪急 オリックス | 55    | 308   | 33    | 3     | 1     | 2     | .991     | 37       | 27       | 10       | .270     |
| 1994  | 阪急 オリックス | 28    | 154   | 18    | 1     | 4     | 2     | .994     | 27       | 20       | 7        | .259     |
| 1995  | 阪急 オリックス | 96    | 611   | 59    | 7     | 7     | 4     | .990     | 69       | 46       | 23       | .333     |
| 1996  | 阪急 オリックス | 97    | 502   | 40    | 2     | 3     | 1     | .996     | 63       | 50       | 13       | .206     |
| 1997  | 阪急 オリックス | 66    | 313   | 37    | 9     | 4     | 0     | .975     | 67       | 49       | 18       | .269     |
| 1998  | 西武            | 54    | 217   | 22    | 0     | 1     | 1     | 1.000    | 19       | 8        | 11       | .579     |
| 1999  | 西武            | 72    | 379   | 21    | 2     | 6     | 2     | .995     | 29       | 17       | 12       | .414     |
| 2000  | 西武            | 72    | 413   | 39    | 3     | 6     | 5     | .993     | 46       | 30       | 16       | .348     |
| 2001  | 西武            | 64    | 323   | 20    | 1     | 4     | 1     | .997     | 29       | 18       | 11       | .379     |
| 2002  | 西武            | 48    | 195   | 14    | 0     | 1     | 1     | 1.000    | 11       | 6        | 5        | .455     |
| 2003  | 横浜            | 19    | 121   | 4     | 0     | 1     | 1     | 1.000    | 16       | 15       | 1        | .063     |
| 2004  | 日本ハム        | 37    | 118   | 13    | 1     | 0     | 4     | .992     | 18       | 14       | 4        | .222     |
| 2005  | 日本ハム        | 79    | 356   | 26    | 2     | 2     | 4     | .995     | 44       | 32       | 12       | .273     |
| 2006  | 日本ハム        | 78    | 141   | 7     | 0     | 1     | 0     | 1.000    | 10       | 8        | 2        | .200     |
| 2007  | 日本ハム        | 60    | 76    | 2     | 0     | 0     | 1     | 1.000    | 3        | 3        | 0        | .000     |
| 2008  | 日本ハム        | 22    | 21    | 0     | 0     | 0     | 0     | 1.000    | 1        | 1        | 0        | .000     |
| 2009  | 日本ハム        | 3     | 7     | 2     | 0     | 0     | 0     | 1.000    | 2        | 2        | 0        | .000     |
| 2010  | 日本ハム        | 7     | 8     | 0     | 0     | 0     | 0     | 1.000    | 0        | 0        | 0        | ----     |
| 2011  | 日本ハム        | 10    | 12    | 0     | 0     | 0     | 1     | 1.000    | 0        | 0        | 0        | ----     |
| 2012  | 日本ハム        | 3     | 5     | 0     | 0     | 0     | 0     | 1.000    | 1        | 1        | 0        | .000     |
| 2013  | 日本ハム        | 2     | 2     | 1     | 0     | 0     | 1     | 1.000    | 1        | 1        | 0        | .000     |
| 2014  | 日本ハム        | 1     | 0     | 0     | 0     | 0     | 0     | ----     | 0        | 0        | 0        | ----     |
| 2015  | 日本ハム        | 2     | 1     | 0     | 0     | 0     | 0     | 1.000    | 0        | 0        | 0        | ----     |
| 通算  | 通算            | 1497  | 7037  | 613   | 67    | 82    | 65    | .991     | 811      | 564      | 247      | .305     |

- 太字年はゴールデングラブ賞の受賞

### 表彰
- ベストナイン：1回（捕手部門：1995年）
- ゴールデングラブ賞：1回（捕手部門：1989年）
- 正力松太郎賞：1回（2022年）
- 月間MVP：1回（打者部門：1991年6月）
- 最優秀バッテリー賞：1回（1995年 投手：平井正史）
- パ・リーグ 連盟特別表彰：3回（最優秀監督賞：2021年 - 2023年）

### 記録
初記録
- 初出場・初先発出場：1987年10月18日、対南海ホークス26回戦（阪急西宮球場）、「8番・捕手」で先発出場
- 初安打：1988年4月30日、対ロッテオリオンズ4回戦（阪急西宮球場）、3回裏に仁科時成から
- 初本塁打・初打点：1988年6月22日、対西武ライオンズ13回戦（西武ライオンズ球場）、9回表に森繁和からソロ
- 初盗塁：1988年7月4日、対日本ハムファイターズ7回戦（東京ドーム）、7回表に二盗（投手：西崎幸広、捕手：田村藤夫）

節目の記録
- 1000試合出場：1999年6月26日、対福岡ダイエーホークス15回戦（西武ドーム）、「8番・捕手」で先発出場 ※史上351人目
- 1500試合出場：2007年10月2日、対東北楽天ゴールデンイーグルス23回戦（フルキャストスタジアム宮城）、8回裏に鶴岡慎也に代わり捕手で出場 ※史上156人目

その他の記録
- 一軍実働年数：29年（1987年 - 2015年） ※工藤公康・山本昌と並び歴代1位タイ（パ・リーグでの同28年はリーグ記録）
- 日本シリーズに3球団で出場・安打：2006年10月22日、中日ドラゴンズとの日本シリーズ第2戦（ナゴヤドーム）、9回表に鈴木義広から右前安打で達成 ※史上初（3球団での出場は史上7人目）、1・2球団目はオリックス・西武
- オールスターゲーム出場：6回（1989年、1990年、1991年、1995年、1996年、1999年）

### 通算監督成績
| 年 度     | 球 団      | 順 位     | 試 合 | 勝 利 | 敗 戦 | 引 分 | 勝 率 | ゲ ｜ ム 差            | 本 塁 打               | 打 率                  | 防 御 率               | 年 齡                  |
| --------- | ---------- | --------- | ----- | ----- | ----- | ----- | ----- | ---------------------- | ---------------------- | ---------------------- | ---------------------- | ---------------------- |
| 2020      | オリックス | ※6位      | 67    | 29    | 35    | 3     | .453  | 27.0                   | 77                     | .247                   | 3.97                   | 51歳                   |
| 2021      | オリックス | 1位       | 143   | 70    | 55    | 18    | .560  | ---                    | 133                    | .247                   | 3.31                   | 52歳                   |
| 2022      | オリックス | 1位       | 143   | 76    | 65    | 2     | .539  | ---                    | 89                     | .246                   | 2.84                   | 53歳                   |
| 2023      | オリックス | 1位       | 143   | 86    | 53    | 4     | .619  | ---                    | 109                    | .250                   | 2.73                   | 54歳                   |
| 2024      | オリックス | 5位       | 143   | 63    | 77    | 3     | .450  | 28.0                   | 71                     | .238                   | 2.82                   | 55歳                   |
| 通算：5年 | 通算：5年  | 通算：5年 | 627   | 316   | 281   | 30    | .529  | Aクラス3回、Bクラス2回 | Aクラス3回、Bクラス2回 | Aクラス3回、Bクラス2回 | Aクラス3回、Bクラス2回 | Aクラス3回、Bクラス2回 |

※1　2020年、西村徳文監督が辞任した後、8月21日からシーズン終了まで監督代行
※2　2022年、新型コロナウイルス陽性判定による隔離療養のため8月26日から9月1日まで欠場。監督代行は水本勝己（3勝3敗）
※3　2023年、体調不良のため6月13日から6月22日まで欠場。監督代行は水本勝己（5勝1敗）
※4　通算成績は、欠場した12試合（8勝4敗）は含まない
※5　太字は日本一

### 背番号
- 53（1987年 - 1988年）
- 27（1989年 - 1997年、2011年 - 2015年）
- 5（1998年 - 1999年）
- 22（2000年 - 2002年）
- 35（2003年）
- 32（2004年 - 2010年）
- 72（2018年）
- 78（2019年 - ）